# Josef Wilhelm
Josef Wilhelm (Suiza, 1892-1956) fue un gimnasta artístico suizo, especialista en el ejercicio de caballo con arcos
con el que logró ser campeón olímpico en París 1924.

## Carrera deportiva
En las Olimpiadas de París 1924 gana el bronce en el concurso por equipos —tras los italianos y franceses— y el oro en caballo con arcos, quedando situado en el podio por delante de sus compatriotas los suizos Jean Gutweninger (plata) y Antoine Rebetez (bronce).